# Border collie
För andra betydelser, se Collie (olika betydelser).
Border collie är en hundras som ingår i gruppen vallhundar. Den kommer ursprungligen från Storbritannien, från gränsområdet mellan England och Skottland. I en undersökning 2012/2013 utnämndes border collie till en av världens trettio populäraste hundraser.

## Historia
1871 skildes Working Collie från den då allt populärare utställningshunden collie i och med att de första vallhundsproven arrangerades. 1906 bildades The International Sheep Dog Society (ISDS) som 1915 namngav rasen som Border Collie. Under början av 1970-talet började rasens förespråkare arbeta för att border collie skulle bli en erkänd ras utifrån sina bruksegenskaper och utan exteriörstandard och krav på att aveln skulle påverkas av utställningsmeriter. 1976 erkände också brittiska the Kennel Club rasen utifrån dessa kriterier. Redan 1963 blev border collien nationellt erkänd av den australiska kennelklubben Australian National Kennel Council (ANKC).
I Sverige organiseras aveln av border collie genom Svenska Kennelklubben, Svenska Vallhundsklubben och Fåravelsförbundet.

## Egenskaper
Border collien är en arbetande hund som används till fårvallning. Hundarnas arbetsförmåga ses som det viktigaste och är den egenskap som styr aveln. Border collien är en av de populäraste arbetande vallhundarna i världen, men den har också visat prov på att vara en duktig lydnadshund och framgångsrik i agility.
Border collie har stark vallinstinkt och passar inte bra att hålla enbart som sällskapshund på grund av att den behöver såväl mycket motion som psykisk stimulans. Border collien är en lättlärd, energisk hund som vill och behöver arbeta för att trivas. En understimulerad border collie kan bli stressad och utveckla destruktiva beteenden som överdriven fixering vid att valla, hunden kan försöka valla nästan allt som rör sig, inklusive människor.
Med rätt fostran och livsförutsättningar, där dess arbetsvillighet och energi tas till vara blir border collien en harmonisk hund som är lyhörd mot sin ägare. Border collien rankas som en av de intelligentaste hundraserna i världen och man tror att border collien kan förstå upp till 200 ord. Hundspecialisten Stanley Coren rankar border collie som den allra intelligentaste hundrasen.

## Utseende
Border collien är oftast svart med vita tecken, men kan även vara brun med vita tecken samt trefärgad. Alla färger på border collie är tillåtna. Den vita färgen får inte ta överhand. Pälsen är medellång till kort.

## Inom kultur
Bordercollien Turbo var filmhund i TV-serien Snoken (spelade Tubbe).
Serien Fähunden är en avbild av en border collie.